# آرش جولزاده
آرش جولزاده (بالفارسية: آرش قلی‌زاده) هو لاعب كرة قدم إيراني في مركز الدفاع، ولد في 24 يناير 1990 في رشت في إيران. لعب مع نادي ستيل آذين ونادي ملوان.